# La vache qui rit
Cet article possède des paronymes, voir Bachkirie, Valkyrie et Lagaffe qui rit.
La vache qui rit est une marque commerciale désignant un mélange de fromages fondus de fabrication industrielle (autrefois dénommé « crème de gruyère »), de la société Fromageries Bel.
Le premier nom de La vache qui rit était « Fromage moderne »,. Déposée à l'Office national de la propriété industrielle le 16 avril 1921,,, cette marque de fromage de type tartinette est connue pour sa boîte ronde illustrée qui représente une vache hilare portant des boucles d’oreille constituées de boîtes de Vache qui rit mises en abyme par effet Droste. Connue dans le monde entier, La vache qui rit a également inspiré de nombreux médias, notamment chez les dessinateurs et affichistes.

## Fabrication
Le procédé industriel de fabrication de fromage fondu a été inventé par Fritz Stettler en 1911.
La vache qui rit est fabriquée à partir de plusieurs types de sous-produits au lait pasteurisé ou au lait cru frais ou affinés de filières fromagères connues telles que celles de l'emmental, du comté, du gouda, du cheddar auxquels sont ajoutés lait écrémé, beurre, fromages, protéines de lait, sels de fonte : polyphosphates, citrates, diphosphates et phosphates de sodium, sel. Ils sont fondus dans des malaxeurs chauffants et la pâte est ainsi mélangée avec des sels de fonte. Le produit fini ne nécessite pas de conservation au froid.

## Historique
Historiquement, La vache qui rit est l'une des premières marques de fromages industriels ; elle a été créée à une époque où ce domaine d’activité était encore largement artisanal ou de production fermière. Longtemps associée à un seul produit, la marque La vache qui rit est devenue une marque « ombrelle » qui se décline en plusieurs produits[citation nécessaire]. En France, les restaurants indiens proposent souvent des cheese nan — spécialité de pain au fromage — qui, à défaut de fromages locaux, utilisent de La vache qui rit.[réf. nécessaire]

### Origines du nom et du dessin

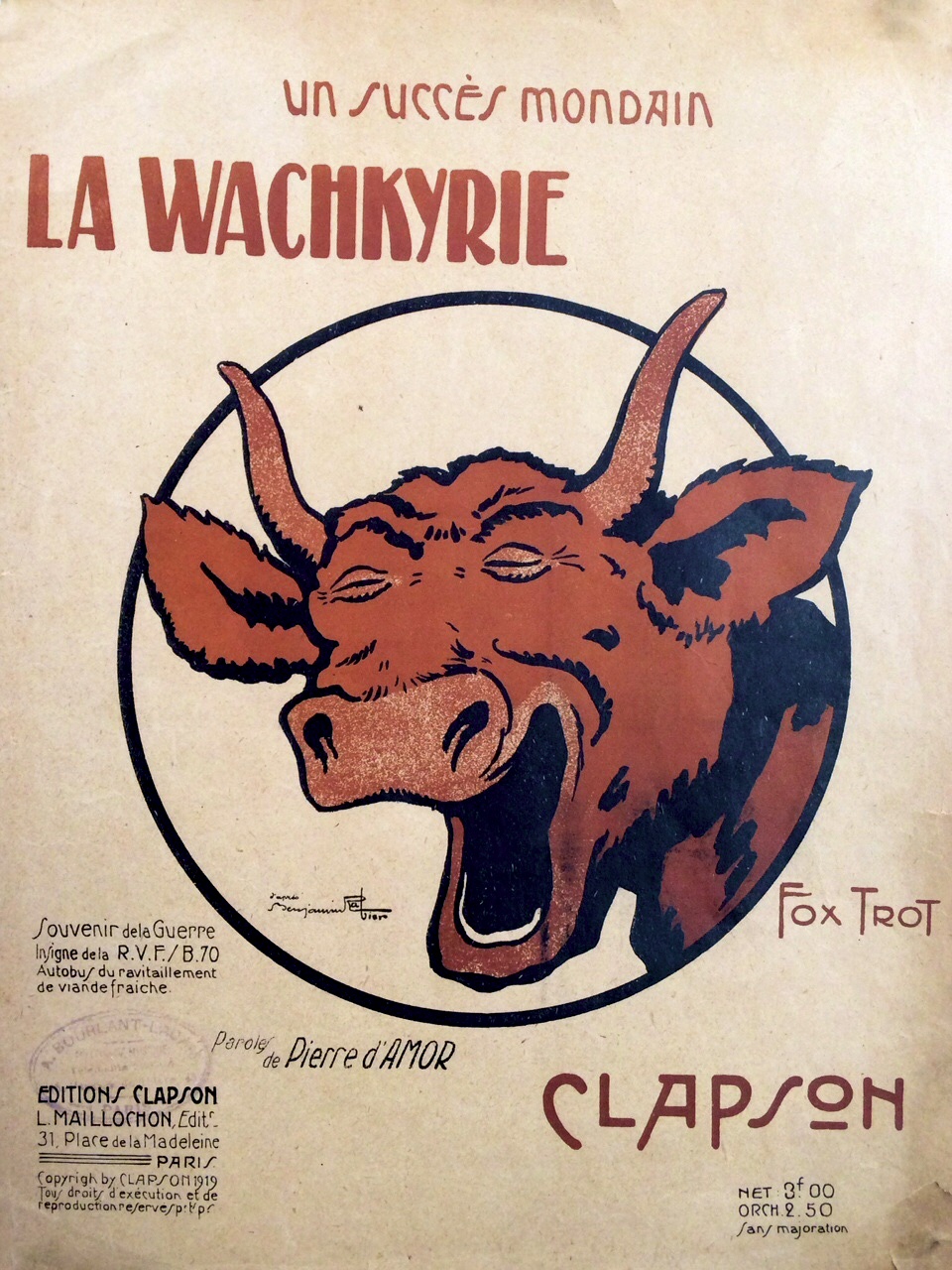
Couverture de la partition du foxtrot La Wachkyrie (1919).

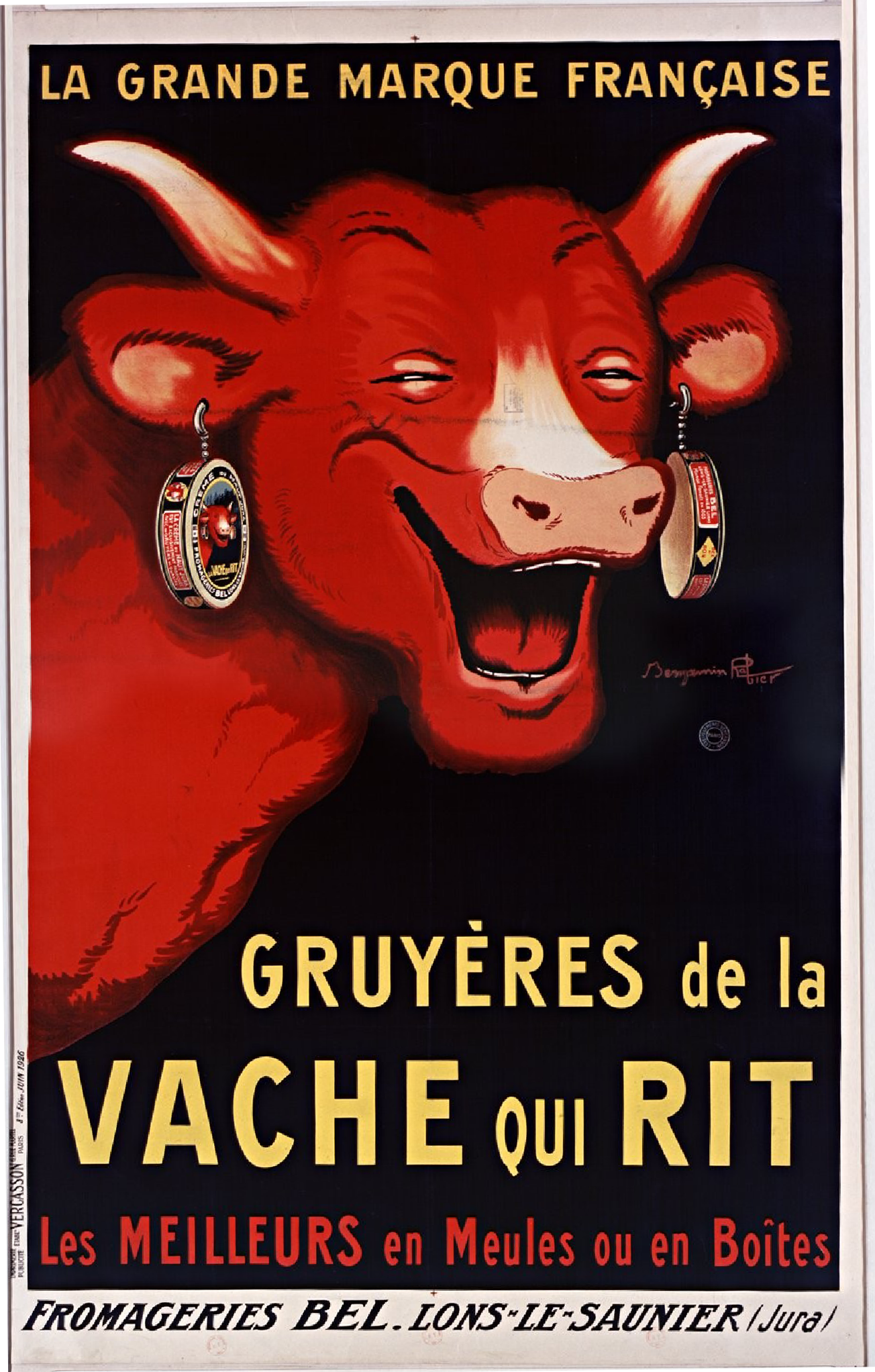
Publicité par Benjamin Rabier (1926).

En 1865, Jules Bel est affineur, à Orgelet. En 1897, l'entreprise familiale, reprise par ses deux fils, s'implante à Lons-le-Saunier.
En 1907, le Suisse Gerber invente la technique du fromage fondu. Les trois frères Graf importent cette technique en France, en 1917.
Lors de la Première Guerre mondiale, Léon Bel, affineur du fromage Comté, est âgé de 36 ans lorsqu'il est affecté au « Train », qui s'occupe de la logistique. Parmi les régiments du train, se trouve celui du « Ravitaillement en Viande Fraîche » (RVF), le RVF B70. À cette époque, dans chaque unité, les soldats choisissent des emblèmes spécifiques qu'ils apposent sur tous les véhicules, en particulier sur les camions. Sollicité, l'illustrateur Benjamin Rabier offre l'un de ses dessins à l'une de ces unités : celui d’une vache hilare. Le dessin fut surnommé la « Wachkyrie », allusion aux  Valkyries, rendues célèbres par Richard Wagner et emblèmes des transports de troupes allemandes. Le titre et l'illustration furent repris pour un foxtrot de Clapson en 1920 (voir illustration ci-contre).
En 1921, aidé d'Émile Graf, Léon Bel, à la recherche d'un nom pour son fromage fondu, se souvient de ce nom d'emblème militaire et dépose la marque La vache qui rit. Il demande alors à une première entreprise de lui dessiner une vache. La piètre qualité de l'illustration le pousse à faire appel à Rabier. Celui-ci reprend son dessin original de Wachkyrie. Bel l'affuble de boucles d'oreilles, supposément d'après les conseils de sa femme, Anne-Marie Bel, afin de « féminiser » l'animal. L'imprimeur Vercasson fait des retouches et donne à la vache sa couleur rouge. Il dépose le dessin à son nom, sous le titre de Vache rouge. Léon Bel et sa société devront négocier les droits exclusifs du logo en rachetant les droits de la Vache rouge aux successeurs de l'imprimeur en 1952, ainsi que les droits de l'illustration du Camembert St-Hubert (établissements Couillard à Nancy) dessinée par Rabier en 1921 et que le motif de la Vache qui rit reprenait presque à l'identique (la vache hilare du Camembert St-Hubert est également rouge, elle ne porte pas de boucles d'oreilles et se trouve « inversée », c'est-à-dire qu'elle présentait son profil gauche).
À l'origine, les portions triangulaires sont vendues dans des boîtes en fonte, rapidement remplacées par un réceptacle en carton. L’emballage de La vache qui rit (avec la petite tirette rouge) a été inventé par Yves Pin. À l’origine, son idée était de faciliter l’ouverture des enveloppes postales de sorte que lorsqu'il avait écrit ses lettres, il les faisait piquer à la machine à coudre par sa femme[réf. nécessaire]. Les destinataires, tiraient simplement sur la cordelette pour ouvrir l'enveloppe. Il a présenté son projet au concours Lépine où une personne (inconnue) a acheté le brevet approximativement 50 000 anciens francs.
Léon Bel est l'un des premiers à utiliser ce qu'on n'appelle pas encore le « marketing », notamment en apposant l'image de sa marque sur des objets pour les enfants, en particulier à l'école (buvards, protège-cahiers ou portemines) et pour les adultes (la mascotte fait partie de la caravane publicitaire du Tour de France entre 1933 et 2009). Dans les années 1950, elle apparaît dans des films publicitaires au cinéma et en 1968, à la télévision ; en 2010, elle reçoit même un corps, accroissant les possibilités publicitaires. Au fil du temps, le dessin change peu malgré les cornes qui sont raccourcies et arrondies alors que le personnage s'humanise. Julie Régis, responsable de la marque chez l’agence Young & Rubicam analyse son succès : « Elle est à la fois rouge comme un diablotin, femme avec boucles d'oreille et mère nourricière. Peu de marques sont restées aussi longtemps sur de tels fondamentaux et ont traversé ainsi les générations ».

### Développement

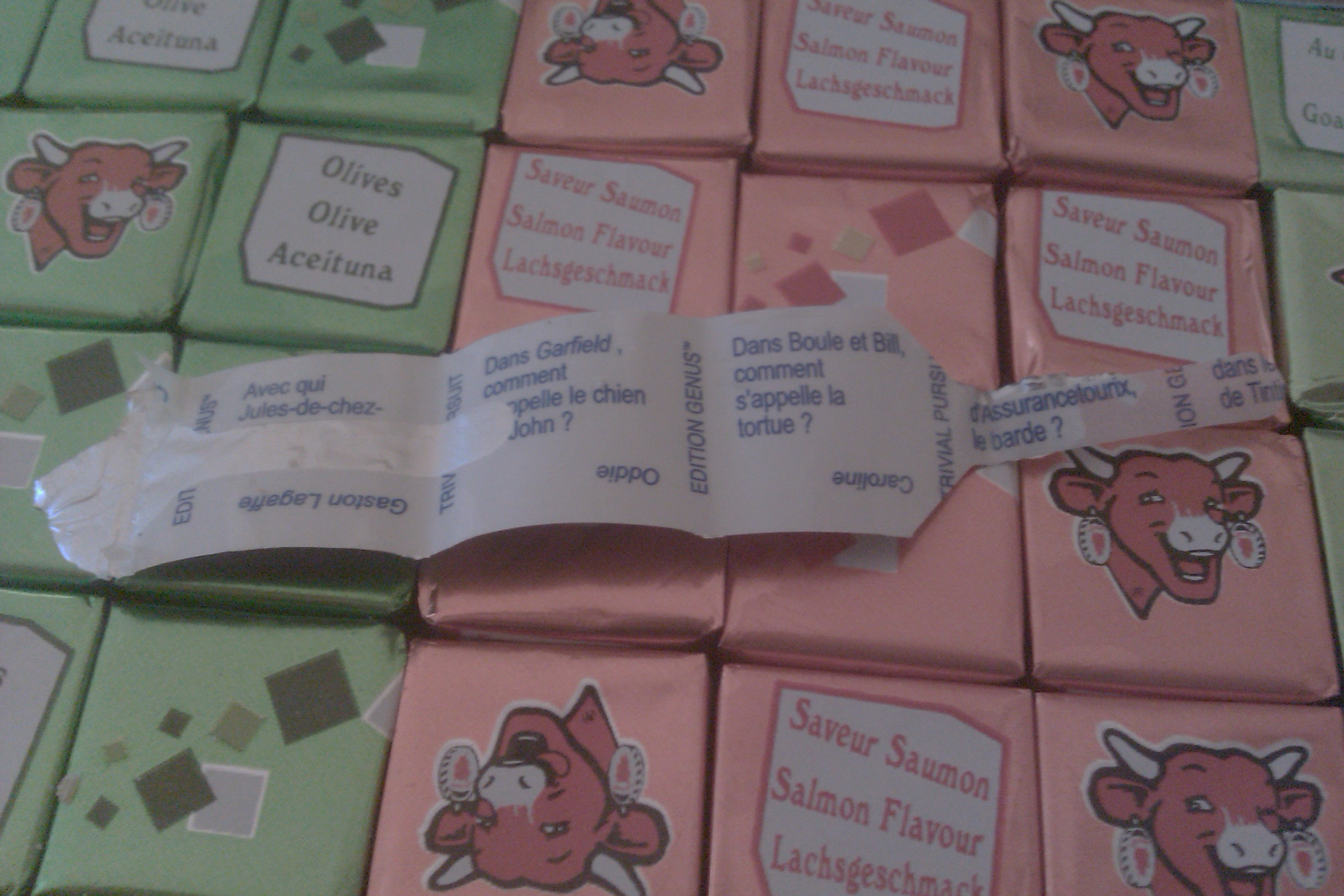
Apéricube.

En 1929 s'ouvre un premier comptoir au Royaume-Uni. C'est après la Seconde Guerre mondiale que l'expansion de la marque devient mondiale, avec la Tchécoslovaquie, le Maghreb, le Moyen-Orient, l'Amérique du Nord, le Japon ou encore le Viêt Nam. Elle s'adapte aux particularités culinaires de chaque pays, par exemple en devenant de la crème de fromage rouge au Maroc, en blocs en Algérie et même déclinée à la fraise en Chine et en Corée.
De nos jours, l'entreprise est présente dans cent-vingt pays et possède quinze usines de production (dont deux dans des sites historiques en France). La marque se diversifie en 1960 avec La vache qui rit cocktail, un cube de fromage pour l'apéritif (rebaptisé ensuite Apéricube), en 1995 avec Pik & Croq', du fromage fondu accompagné d'un gressin et en 2024 avec une version sans produit d'origine animale de La vache qui rit.
En 1937, Robert Fiévet, gendre de Léon Bel, prend la tête de l'entreprise, qu'il quitte en 1996. Son petit-fils Antoine Fiévet lui succède.

### Période contemporaine
En 2024, le groupe lance la production de vache qui rit véganes, notamment pour le marché anglo-saxon.

## Notoriété et médias

Bâtiment des fromageries de La vache qui rit, à Dole.

La vache qui rit est actuellement l’une des marques commerciales les plus connues de France : près de 87 % des Français la connaissent. Elle est largement reconnue dans le monde où elle porte généralement un nom local ayant la même signification :
- The Laughing Cow dans les pays anglophones
- 래핑카우 en Corée du Sud
- البقرة الضاحكة (Āl-Baqarah Ād-Dahika) dans les pays arabes
- Veselá Kráva en République tchèque et en Slovaquie
- Krówka Śmieszka en Pologne
- La vaca que ríe en Espagne
- A vaca que ri au Portugal
- La Mucca che ride en Italie[28]
- Văcuța veselă en Roumanie
- Con bò cười au Viêt Nam
- Весёлая Бурёнка (Vessiolaia Bourionka) en Russie
- Den Skrattande Kon en Suède
- ラフィングカウ (Rafingu Kau, transcription du nom anglophone (The) Laughing Cow) au Japon
- Den leende ko au Danemark
- Η αγελάδα που γελά (I ayeládha pou yelá) en Grèce
- Die lachende Kuh en Allemagne
- Gülen İnek en Turquie
- לה וואש קירי (Lah Wash qîrî) en Israël
- La vache qui rit aux Pays-Bas
- Весела корівка (Vesela korivka) en Ukraine
- 笑牛牌 à Hong Kong
- 乐芝牛 en Chine
- Ilay Omby Vavy Mifaly à Madagascar
- Sapi ceria en Indonésie

Selon son fabricant le groupe Bel, 125 portions de vache qui rit sont consommées à chaque seconde dans le monde. De nombreux industriels du fromage ont tenté de profiter du succès commercial de La Vache qui rit ; la plus connue est la marque La vache sérieuse qui avait pour slogan « Le rire est le propre de l’homme ! Le sérieux celui de la vache ! La vache sérieuse. On la trouve dans les maisons sérieuses » et qui perdit son procès en contrefaçon en 1959. La marque Mère Picon a existé également. Elle était produite en Haute-Savoie (Saint-Félix, dans l'Albanais).
Le côté médiatique est également inspiré par la marque. Notamment chez les dessinateurs et les affichistes. Ces artistes la détournent, comme Rancillac, d’autres la multiplient[Quoi ?], comme Wim Delvoye à la biennale de Lyon en 2005, et son installation composée de plus de 4 000 étiquettes de La vache qui rit. D'après l'humoriste Roland Magdane, dans le sketch Le bonheur (dans le DVD Magdane Show), la vache se moquerait de son consommateur, qui peinerait à ouvrir la portion de fromage sans en répandre partout. À proximité de la fromagerie Bel qui produit et conditionne des portions depuis 1926, dans le centre-ville de Lons-le-Saunier dans le Jura, un musée de La vache qui rit (La Maison de La Vache qui rit) a été construit. Ce bâtiment de 2 350 m2 d’un coût de 10 millions d’euros[réf. nécessaire]est ouvert depuis le 18 juin 2009,. Une usine de la célèbre vache rouge jurassienne est également implantée à Dole dans le Jura. Les deux sites de production en France sont jurassiens.

### Autre
En 1941, l'Enseigne de vaisseau Auffermann est chargé de peindre un emblème sur le kiosque de l'Unterseeboot 69. Ayant navigué avec Günther Prien surnommé "le taureau de Scapa Flow" et dont le U-47 porte un taureau soufflant par les naseaux il veut un dessin de taureau mais tombe sur une boite de Vache-qui-rit et utilise ce dessin sur le sous-marin qui se retrouve avec le surnom "La Vache-qui-rit". Le hasard fait que son second commandant de ce sous-marin, le lieutenant de vaisseau Graf, porte le même nom que les frères à la base de l'importation du fromage fondu en France.

## Critiques

### Logo
L'image de La vache qui rit qui arbore les produits de la marque avec un grand sourire est dénoncée pour son caractère contradictoire entre la représentation de l'animal avec un objectif de marketing et ses conditions d'élevage. Ces pratiques commerciales sont parfois dénommées : « suicide food ».